# Águeda
Águeda ('agɨdɐ) è un comune portoghese di 49 041 abitanti situato nel distretto di Aveiro.

## Società

### Evoluzione demografica
| Popolazione di Águeda (1849 – 2004) | Popolazione di Águeda (1849 – 2004) | Popolazione di Águeda (1849 – 2004) | Popolazione di Águeda (1849 – 2004) | Popolazione di Águeda (1849 – 2004) | Popolazione di Águeda (1849 – 2004) | Popolazione di Águeda (1849 – 2004) | Popolazione di Águeda (1849 – 2004) | Popolazione di Águeda (1849 – 2004) |
| ----------------------------------- | ----------------------------------- | ----------------------------------- | ----------------------------------- | ----------------------------------- | ----------------------------------- | ----------------------------------- | ----------------------------------- | ----------------------------------- |
| 1849                                | 1900                                | 1930                                | 1960                                | 1981                                | 1991                                | 2001                                | 2004                                |                                     |
| 9247                                | 20416                               | 25982                               | 35274                               | 43216                               | 44045                               | 49041                               | 49691                               |                                     |

## Suddivisioni amministrative
Dal 2013 il concelho (o município, nel senso di circoscrizione territoriale-amministrativa) di Águeda è suddiviso in 11 freguesias principali (letteralmente, parrocchie).

### Freguesias
1. Águeda: Águeda e Borralha
2. Trofa: Trofa, Segadães e Lamas do Vouga
3. Castanheira do Vouga: Belazaima do Chão, Castanheira do Vouga e Agadão
4. Barrô: Barrô e Aguada de Baixo
5. Travassô: Travassô e Óis da Ribeira
6. Recardães: Recardães e Espinhel
7. Préstimo: Préstimo e Macieira de Alcoba
8. Aguada de Cima
9. Fermentelos
10. Macinhata do Vouga
11. Valongo do Vouga